# 런던 스케치
《런던 스케치》는 1992년, 도리스 레싱이 발표한 작품으로 그녀의 최고의 작품으로 평가받고 있다. 런던스케치로 그녀는 2007년, 노벨 문학상을 수상하였고 약 30개의 언어로 팔린 스테디셀러이다.